# Not Built for Runnin'
Not Built for Runnin' è un film muto del 1924 diretto da Leo D. Maloney,

## Trama
Sonny Jack e Grizzle, il suo amico balbuziente, chiedono lavoro a Lou Coberly, la proprietaria di un ranch che sembra essere in grosse difficoltà economiche. Anche se la ragazza non è in grado di pagarli, i due cominciano a lavorare per lei. Un altro allevatore, vicino di Lou, rapisce la ragazza. Sonny scopre però che l'uomo è suo padre: la famiglia è riunita e Sonny, che ha suscitato con il suo coraggio l'apprezzamento del vecchio Coberly, ottiene la mano di Lou.

## Produzione
Il film fu prodotto dalla William Steiner Productions.

## Distribuzione
Fu distribuito dall'Ambassador Pictures.